# هزارپای انسانی ۳ (دنباله نهایی)
هزارپای انسانی ۳ (به انگلیسی: The Human Centipede 3) فیلمی محصول سال ۲۰۱۵ و به نویسندگی و کارگردانی توم سیکس است. در این فیلم بازیگرانی همچون دیتر لازر، لارنس آر هاروی، رابرت لاساردو، تام لیستر جونیور، جای تاوار، اریک رابرتس، بری السن، کلیتون رونر، توم سیکس، آکی‌هیرو کیتامورا ایفای نقش کرده‌اند.
این فیلم دنباله فیلم‌های هزارپای انسانی و هزارپای انسانی ۲ می‌باشد.